# 安藤武博
安藤 武博（あんどう たけひろ、1975年11月27日 - ）は、日本のゲームクリエイター。元スクウェア・エニックス第10ビジネス・ディビジョン（特モバイル二部）ディビジョン・エグゼクティブ兼プロデューサー。2015年より株式会社シシララ代表取締役社長、2019年より株式会社DONUTS執行役員。

## 人物
1998年、同志社大学経済学部を卒業し、エニックス（現 スクウェア・エニックス）に入社。バカゲー路線のゲーム制作に携わり、作品によってはシナリオ等も担当する。個性的な作品が一部で評価されるも、2008年発売のiPod用ゲーム『ソングサマナー』のスマッシュヒットまでは商業的な成功とは無縁であった。その後はiPodゲームのiPhone向け移行に伴い、スマートフォン向けゲーム作品のプロデュースを担当している。2012年4月1日より所属チーム（チーム安藤）の名称が「特モバイル二部」となった。
2015年9月30日にスクウェア・エニックスを退社。有給休暇消化期間となった同年6月にゲームDJとしての活動も始めており、ゲーム＆総合エンタメサイト「シシララTV」を立ち上げる。
2019年1月10日にDonutsの社外取締役、同年12月9日よりDonutsの執行役員兼ゲーム事業部長に就任。
柴貴正とは中学・高校・大学と同級生。

## 作品
- スターオーシャン セカンドストーリー（アシスタントプロデューサー、海外版プロデュース）
- 鈴木爆発[5]
- ダンスサミット2001（音楽プロデュース）
- 疾走、ヤンキー魂。[5]
- 自動車王
- ヘビーメタルサンダー[5]
- ソングサマナー 歌われぬ戦士の旋律[10]
- クリスタル・ディフェンダーズ（携帯アプリからの移植）[10]
- 国破れて山河あり（英語版）（携帯アプリからの移植）[10]
- ケイオスリングスシリーズ
- ナイツ オブ クリスタル[9]
- ファイナルファンタジータクティクス 獅子戦争（PSPからの移植）[9]
- ムーンダイバー[7]
- 拡散性ミリオンアーサー
- 星葬ドラグニル
- エンペラーズ サガ
- ギャラクシーダンジョン
- 実在性ミリオンアーサー（エグゼクティブ・プロデューサー）
- ブラックスター -Theater Starless-
- クロス×ロゴス
- ユアマジェスティ
- 機兵とドラゴン